# 南圭祐
南 圭祐（みなみ けいすけ）は日本のミュージカル俳優。劇団四季所属。大阪府出身。

## 来歴
四季入団以前にも数々の舞台の経験を持つ。ライオン・キングを観劇したことをきっかけにミュージカル俳優を目指す。関西外国語大学卒業後、２００８年に劇団四季に入団。『ジーザス・クライスト＝スーパースター』にて初舞台を踏む。

## 主な出演作品
- 美女と野獣
- ジーザス・クライスト＝スーパースター
- エルコスの祈り
- はだかの王様
- クレイジー・フォー・ユー
- マンマ・ミーア!
- リトル・マーメイド
- アラジン
- アナと雪の女王